# Stan Wevers
Stan Wevers (Aalten, 4 februari 2004) is een Nederlands voetballer die als middenvelder speelt. Hij komt uit voor De Graafschap.

## Clubcarrière
Wevers stroomde in 2023 door vanuit de jeugdopleiding van De Graafschap. In mei 2023 tekende hij zijn eerste profcontract. Hij debuteerde op 19 mei 2023 in het eerste elftal van De Graafschap, tegen FC Den Bosch (3-0). Hij kwam met nog een kwartier te gaan in de ploeg voor Lion Kaak. Hij moest het in het seizoen 2023/24 doen met een aantal invalbeurten; op 26 april 2024 kreeg hij zijn eerste basisplaats tegen MVV Maastricht (3-0). In de openingsronde van het seizoen 2024/25 tegen FC Volendam maakte hij zijn eerste doelpunt. Hij maakte in de 91e minuut de 3-3, waarna Ibrahim El Kadiri in de 94e minuut de 4-3 binnenschoot. Op 23 augustus 2024, tegen Jong FC Utrecht (2-2), raakte Wevers zwaar geblesseerd.

## Statistieken
| Seizoen | Club          | Competitie     | Competitie | Competitie | Beker | Beker | Overig | Overig | Totaal | Totaal |
| Seizoen | Club          | Competitie     | Wed.       | Dlp.       | Wed.  | Dlp.  | Dlp.   | Dlp.   | Wed.   | Dlp.   |
| ------- | ------------- | -------------- | ---------- | ---------- | ----- | ----- | ------ | ------ | ------ | ------ |
| 2022/23 | De Graafschap | Eerste divisie | 1          | 0          | 0     | 0     | 0      | 0      | 1      | 0      |
| 2023/24 | De Graafschap | Eerste divisie | 9          | 0          | 0     | 0     | 0      | 0      | 9      | 0      |
| 2024/25 | De Graafschap | Eerste divisie | 3          | 1          | 0     | 0     | 0      | 0      | 3      | 1      |
| Totaal  | Totaal        | Totaal         | 13         | 1          | 0     | 0     | 0      | 0      | 13     | 1      |

Bijgewerkt op 14 april 2025.